# Gerald Ketchum
Gerald Ketchum (Bellingham, 5 dicembre 1908 – Plano, 22 agosto 1992) è stato un militare statunitense.
Comandante della Us Navy è stato responsabile della Task Force 39: formata da 500 uomini e due navi, il gruppo si è reso protagonista dell'operazione Windmill in Antartide nell'estate 1947-48.
Portano il suo nome il territorio antartico di Ketchum Ridge e il Ghiacciaio Ketchum.